# Бэлэною, Лауренциу
Лауре́нциу Бэлэно́ю (рум. Laurenţiu Bălănoiu; 16 июля 1962, Синая) — румынский саночник, выступал за сборную Румынии в первой половине 1980-х годов. Участник зимних Олимпийских игр в Сараево, участник многих международных турниров и национальных первенств.

## Биография
Лауренциу Бэлэною родился 16 июля 1962 года в городе Синая, жудец Прахова. На международном уровне дебютировал в 1982 году, на чемпионате Европы в немецком Винтерберге финишировал сороковым на одноместных санях и четырнадцатым на двухместных. Два года спустя на европейском первенстве в итальянской Вальдаоре занял среди двоек одиннадцатое место. Благодаря череде удачных выступлений удостоился права защищать честь страны на зимних Олимпийских играх 1984 года в Сараево — вместе со своим напарником Йоаном Апостолом был в мужском парном разряде тоже одиннадцатым.
После Олимпиады Бэлэною остался в основном составе национальной сборной Румынии и ещё в течение некоторого времени продолжал участвовать в крупнейших международных турнирах. Так, в 1985 году он побывал на чемпионате мира в немецком Оберхофе и показал там в двойках четырнадцатый результат. Тем не менее, вскоре его бессменный партнёр Апостол надолго покинул санный спорт, и Лауренциу Бэлэною по этой причине тоже вынужден был завершить карьеру саночника.